# كينيتشي سوقانو
كينيتشي سوقانو (باليابانية: 菅野 賢一) (8 أغسطس 1971 في كاناغاوا في اليابان – )؛ هو لاعب كرة قدم ياباني سابق كان يلعب كمدافع.

## وصلات خارجية
- كينيتشي سوقانو على موقع رابطة كرة القدم اليابانية للمحترفين (اليابانية)
- كينيتشي سوقانو على موقع عالم كرة القدم.نت (الإنجليزية)